# Mio Sugita
Mio Sugita (杉田 水脈, Sugita Mio), née le 22 avril 1967) est une femme politique japonaise. Elle est membre du Parti libéral-démocrate du Japon et membre de la Chambre des représentants pour le Bloc de représentation proportionnelle Chūgoku (en). En août 2022, elle devient secrétaire parlementaire chargée des Affaires intérieures et des Communications dans le cabinet Kishida, puis démissionne en décembre de la même année après plusieurs controverses.

## Éducation et carrière
Sugita est diplômée de la faculté d'agronomie de l'université de Tottori (1990).
Elle a travaillé comme fonctionnaire dans une administration locale. Elle a été membre du Parti de la Restauration du Japon et du Parti pour le Kokoro japonais avant de rejoindre le Parti Libéral Démocrate du Japon. Elle est élue pour la première fois à la Chambre des représentants en 2012. Elle est classée à l'extrême droite. 
En avril 2024, le PLD retire à Mio Sugita ses charges au sein du parti à la suite d'irrégularités dans ses rapports financiers. En octobre 2024, elle annonce sa décision de ne pas se présenter aux élections législatives de la fin du mois, sans pour autant renoncer à la politique.
En mars 2025, le PLD annonce que Mio Sugita sera de nouveau candidate pour le parti aux prochaines élections, ce qui suscite quelques critiques parmi ses parlementaires. Elle se présente en vain lors des élections à la Chambre des conseillers de juillet 2025.

## Positions politiques et controverses

### Jardins d'enfants
En juillet 2016, Sugita a écrit un article dans le Sankei Shinbun dans lequel elle présentait son opposition à l'augmentation du nombre de crèches.

### Femmes de réconfort
En 2013. Sugita s'est associée à d'autres membres du Parti de la Restauration du Japon, Yuzuru Nishida et Hiromu Nakamaru, pour demander le retrait d'une statue à Glendale, dans le Comté de Los Angeles, en Californie. Cette statue commémore 200 000 « femmes de réconfort » de Corée et d'autres pays, « esclaves sexuelles des soldats japonais pendant la Seconde Guerre mondiale ». D’après les adversaires de cette statue, dont Sugita, « les femmes ont agi volontairement » et leur nombre est artificiellement exagéré,. Les trois personnalités politiques ont également indiqué qu'elles voulaient que le Ministère Japonais des Affaires Étrangères revienne sur les excuses officielles prononcées dans les années 1990 sur le sujet.

### Commentaires sur le viol
Sugita est apparue en 2018 dans le documentaire de la BBC Japan's Secret Shame consacré au viol présumé de Shiori Ito. Dans une interview, Sugita a déclaré : « Dans cette affaire, il y a eu des erreurs de sa part, en tant que femme ; le fait de boire autant en face d'un homme et de perdre la mémoire. » ainsi que « Avec des choses comme cela, je pense que ce sont les hommes qui subissent d'importantes conséquences. ».
Sugita semble se moquer d'Ito, "Makura eigyo daishippai" (Technique de vente de l'oreiller: échec total).
Sollicitée pour un commentaire à propos du documentaire par le Mainichi Shimbun, Sugita a déclaré que la vidéo avait été modifiée et ses propos dénaturés, et qu'elle envisageait de montrer ses propres images de l'interview.
Sugita a été critiquée par Lully Miura, professeure de l'Université de Tokyo qui a écrit, « Mettre en cause les actions de la victime plutôt que l'auteur de l'infraction peut propager le malentendu selon lequel on ne sait rien faire si quelque chose arrive à une femme quand elle boit en face d'un homme. Il semble y avoir dans l'attitude de Sugita un sentiment de dégoût à l'égard des femmes fortes face aux hommes ».
Elle déclare en septembre 2020, afin de justifier l'acquittement controversé de plusieurs hommes accusés de viols et d'inceste, que « les femmes peuvent mentir autant qu'elles veulent. »

### Commentaire sur les personnes LGBT

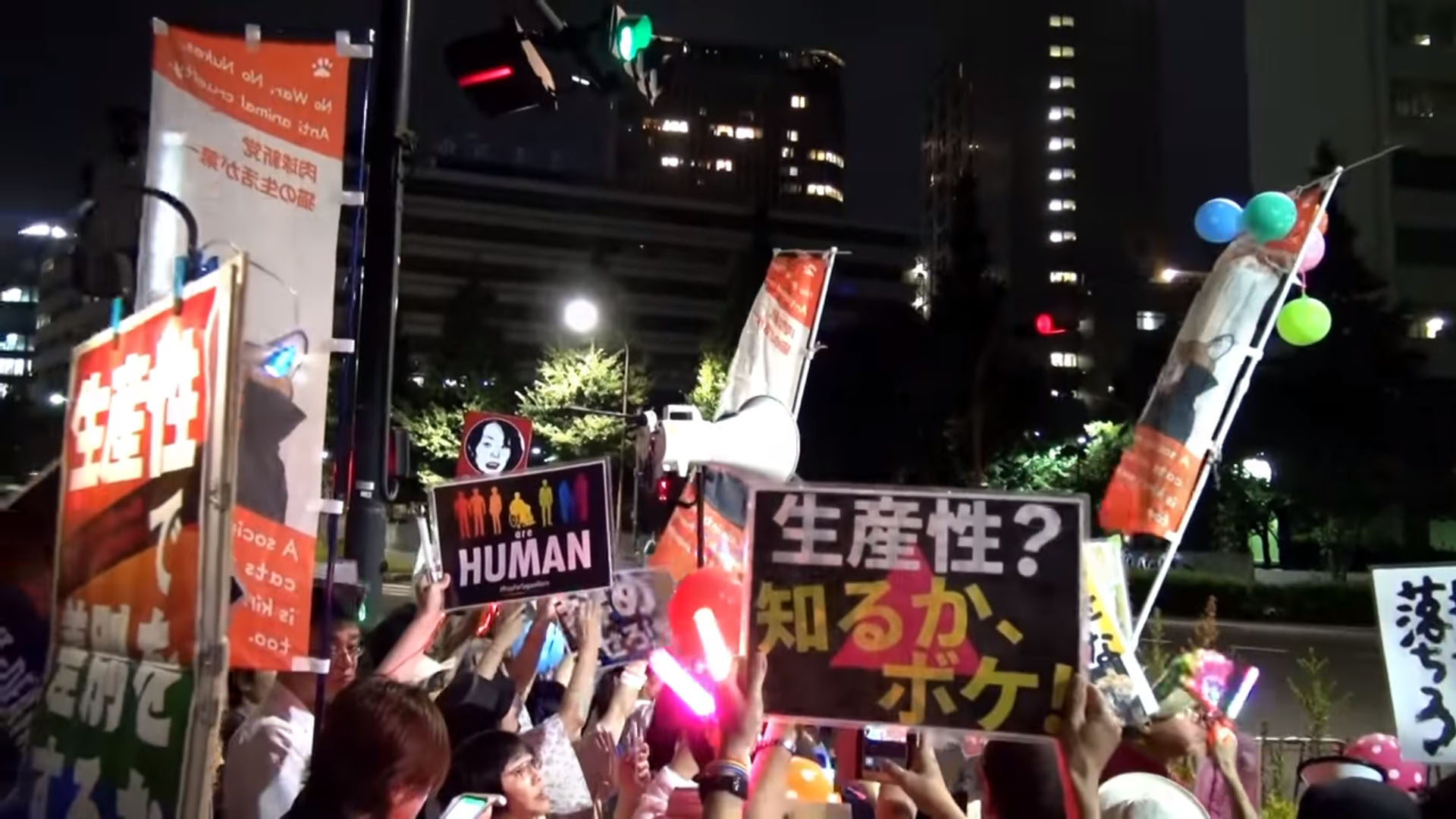
Manifestation après des déclarations de Mio Sugita, juillet 2018.

Après de nombreuses publications antiféministes et anti-LGBT dans  le magazine Shincho 45, en juillet 2018, Sugita y écrit un article dans lequel elle décrit les couples LGBT+ comme « improductifs et donc ne méritant pas l'investissement du contribuable. ». Elle y fait valoir que « ces hommes et ces femmes ne peuvent avoir d'enfants – en d'autres termes, ils sont "improductifs". ». Ses commentaires controversés ont été dénoncés par diverses personnalités politiques japonaises, y compris Kanako Otsuji, l'ancien premier ministre japonais Yukio Hatoyama et l'ancien secrétaire parlementaire Shunsuke Takei.
En réponse à cet article, les 27 et 28 juillet 2018, des milliers de manifestants se sont rassemblés à Tokyo devant le siège du Parti Libéral Démocrate pour demander au parti sa démission, ainsi qu'à Osaka,,. Le 2 août 2018, le PLD a annoncé sur son site internet qu'il avait recommandé à Sugita de se renseigner sur le sujet et d’être mieux informée sur la question des différences sexuelles. Après que le magazine Shincho 45 a publié un numéro complet pour prendre la défense de l'article de Sugita, la maison d’édition Shinchosha s'est publiquement excusée pour cette série d'articles et a pris la décision d’arrêter la publication du magazine.

### Procès en diffamation
En 2019, quatre professeurs du Kansai, spécialistes en théorie du genre et en féminisme, ont intenté un procès en diffamation contre Mio Sugita après qu'elle a critiqué dans des vidéos sur internet et sur son compte Twitter leur usage de subsides gouvernementaux pour faire des recherches sur l’égalité des genres et sur les femmes de confort.
En octobre 2022, Mio Sugita a été condamnée pour diffamation par le tribunal d'appel de Tokyo pour avoir montré son approbation en cliquant « J'aime » en-dessous de messages Twitter diffamatoires envers Shiori Itō, une journaliste luttant pour faire reconnaître le viol dont elle a été victime.

### Commentaires sur lesAïnouset leszainichi
En 2016, sur son blog, Mio Sugita s'est moquée d'Aïnous et de zainichi qui témoignaient de l'existence de discriminations au Japon. En septembre 2023, le « Bureau des affaires juridiques » de Sapporo a reconnu que ces écrits constituaient une violation des droits de l'homme des Aïnous et a demandé à Sugita de les effacer.